# Copake (Nueva York)
Copake es un pueblo ubicado en el condado de Columbia en el estado estadounidense de Nueva York. En el año 2000 tenía una población de 3.278 habitantes y una densidad poblacional de 30.9 personas por km².

## Geografía
Copake se encuentra ubicado en las coordenadas 42°8′2″N 73°34′6″O / 42.13389, -73.56833.

## Demografía
Según la Oficina del Censo en 2000 los ingresos medios por hogar en la localidad eran de $42,261, y los ingresos medios por familia eran $46,544. Los hombres tenían unos ingresos medios de $32,004 frente a los $25,341 para las mujeres. La renta per cápita para la localidad era de $23,088. Alrededor del 8.1% de la población estaban por debajo del umbral de pobreza.